# بشير عبد الفتاح
بشير عبد الفتاح كاتب ومفكر سياسى مصري ورئيس تحرير مجلة الديمقراطية. وباحث في مركز الأهرام للدراسات السياسية والإستراتيجية.

## نشأته
ولد في العاشر من أغسطس لعام 1974 بقرية منشأة الاخوة في محافظة الدقهلية،

درس بكلية الاقتصاد والعلوم السياسية، قسم العلوم السياسية جامعة القاهرة وتخرج منها عام 1996 .

## عمله
عمل بشير عبد الفتاح بجريدة الأهرام وتدرج فيها إلى أن تولى رئاسة تحرير مجلة الديمقراطية عام 2012. قام بالتدريس بالجامعة الأمريكية بالقاهرة سنة 2003، كما عمل كمحاضرا للعلوم السياسية في بعض الجامعات، وعمل أيضا كمستشار لبعض البرامج والأقسام والمراكز البحثية المعنية بشؤون إيران وتركيا في عدد من الجامعات والمؤسسات البحثية والإعلامية المصرية والدولية. يحاضر حاليا بشكل منتظم في الاكاديمية العربية للعلوم والتكنولوجيا والنقل البحري.

## مؤلفاته
له العديد من المؤلفات والدراسات والأبحاث التي تهتم بالشأن الإقليمى والدولى منها:
- آفاق العلاقات المصرية الأمريكية (مع آخرين)، مركز دراسات وبحوث الدول النامية، جامعة القاهرة، 2001.
- تجدد القيادة وعملية التنمية في الوطن العربي، (مع آخرين)، كلية الاقتصاد والعلوم السياسية، جامعة القاهرة،2002.
- تحليل الموقف الهندي من قضية كشمير، (مع آخرين)، مركز الدراسات الآسيوية، جامعة القاهرة، 2002.
- تحديات التطور الديمقراطى في مصر، (مع آخرين)، معهد الأهرام الإقليمى للصحافة، مؤسسة الأهرام، 2005م.
- الخصوصية الثقافية والعولمة، دار نهضة مصر، 2006م.
- حرية الاعتقاد في العالم العربي، مركز الأهرام للترجمة والنشر، 2009.
- أزمة الهيمنة الأمريكية، دار نهضة مصر، 2009.
- تجديد الهيمنة الأمريكية، مركز الجزيرة للدراسات، 2010م.
- مستقبل السياسة الخارجية التركية" (مع آخرين) في كتاب السياسة التركية في الشرق الأوسط، الصادر عن المركز القومي لدراسات الشرق الأوسط بالقاهرة، 2009 .
- أردوغان والجمهورية الثانية في تركيا، (تحت الطبع)، دار نهضة مصر، 2012.
- «العثمانية الجديدة في تركيا»، (تحت الطبع)، مركز الأهرام للترجمة والنشر، 2012م.
- ما بعد داعش (2023، مكتبة بيروت)

ألف عشرات الدراسات عن القضايا التركية والإيرانية ببعديها الداخلي والخارجي كما تتضمن علاقات كل من تركيا وإيران مع العالم العربي، وهي دراسات منشورة في مختلف الدوريات والإصدارات العربية مثل:
(1) تقارير سنوية: 
- التقرير الاستراتيجي العربي، مركز الأهرام للدراسات (القاهرة: مؤسسة الأهرام) 
- التقرير الاستراتيجى السنوي لمركز الدراسات الإستراتيجية،(القاهرة: أكاديمية ناصر العسكرية العليا).
- تقرير (حال الأمة)، (بيروت: المؤتمر القومي العربي
(2) دوريات فصلية: 
- «السياسة الدولية»، (القاهرة: مؤسسة الأهرام).
- «الديمقراطية»، (القاهرة: مؤسسة الأهرام).
- «شؤون خليجية»،(القاهرة: مركز الخليج للدراسات الإستراتيجية).
- شؤون عربية،(القاهرة: جامعة الدول العربية).
(3)	دوريات شهرية: 
- «مختارات إيرانية»، مركز الأهرام للدراسات، (القاهرة: مؤسسة الأهرام).
- ملف الأهرام الاستراتيجى، مركز الدراسات السياسية والإستراتيجية،(القاهرة: مؤسسة الأهرام).

## مقالاته
يكتب مقالات رأى في عدد من الصحف العربية منها:
- الحياة (لندن)، 1998، - الآن.
- الأهرام (القاهرة): 1997- الآن، مقالة رأى شهرية.
- الخليج (الإمارات): 1998- الآن.
- مجلة «المجلة».
- السياسة (الكويتية).
- عمان (العمانية).
- الشروق (المصرية): 2019-الان - كل يوم ثلاثاء - مقال رأي

## جوائزه وأنشطته
- يلقى محاضرات لطلاب العلوم السياسية بالجامعات المصرية عن تركيا وإيران إلى جانب الشأن المصري.
- يشارك في مؤتمرات دولية بأوراق بحثية، ويلقى محاضرات عن شؤون إيران وتركيا ومصر.
- قام بتدريس فصل دراسى لطلاب الجامعة الأمريكية بالقاهرة 2003- 2004 عن الشرق الأوسط في السياسة الدولية.
- حصل على جائزة أفضل عمل بحثى في المسابقة البحثية التي نظمها المركز الثقافى الهندي بالقاهرة عام 1995 عن بحث أعده بعنوان«دور حزب المؤتمر في عملية التنمية والتحول الديمقراطى في الهند».
- حصل على جائزة أفضل مقال سياسى من نقابة الصحفيين المصريين عن العام 2005 . عن مقالة بعنوان: الديمقراطية كعلاج للفتنة الطائفية في مصر".
- حصل على جائزة أفضل مقال سياسى في مجال حقوق الإنسان، في المسابقة الصحفية التي نظمها معهد الأهرام للصحافة بالتعاون مع الأمم المتحدة، للعام 2007، عن مقالة بعنوان «حقوق الإنسان.. الثقافة الضائعة».
- يظهر باستمرار على شاشات القنوات المصرية والعربية والأجنبية كمحلل سياسى للعديد من القضايا السياسية الخاصة بشؤون إيران وتركيا ومصر.
- شارك في ندوات ثقافية ومؤتمرات سياسية عديدة قدم خلالها أوراق بحثية، داخل مصر وخارجها، من أهمها:
- الإمارات العربية المتحد، 1998م، مستقبل جامعة الدول العربية.
- ألمانيا، 1999م، حقوق الإنسان والديمقراطية في العالم الثالث.
- ألمانيا، 2001م، حرية الإعلام والمجتمع المدني في مصر.
- سويسرا، 2001م، العولمة والدول النامية.
- الدانمارك، 2006م، حوار الأديان.
- تركيا، 2008م، تركيا والاتحاد الأوربى.
- قبرص، 2008م، تركيا والأزمة القبرصية.
- الولايات المتحدة الأمريكية مارس- أبريل 2009 .
- تركيا، أكتوبر 2009، عن العثمانية الجديدة.
- اليابان 2010م، عن حوار الحضارات 

## فكره
تعكس مؤلفاته رؤية مثقلة بالحنكة والفكر الراقى الذي يتميز بالموضوعية في تناول القضايا الإقليمية والدولية والتمسك بالمبادئ والثبات على المواقف.
- شارك في الحوارات والنقاشات السياسية والفكرية أثناء وبعد ثورة 25 يناير 2011 ومظاهرات 30 يونيو في مصر، وأسهم في بلورة عدد من المبادرات والأفكار قدمت إلى المجلس الأعلى للقوات المسلحة ونوقشت بجدية داخل الأوساط السياسية والفكرية في مصر بشأن إدارة المرحلة الانتقالية، كان من أبرزها:
- الدعوة إلى إلغاء مجلس الشورى، الغرفة الثانية للبرلمان والذي لا يتمتع بصلاحيات فعلية حقيقية، والانتخابات الخاصة تيسيرا على الناخبين وتقصيرا لأمد المرحلة الانتقالية .
- طرح فكرة التصالح والتوافق بين المدنيين والعسكريين بما يساعد على انسحاب تدريجى وآمن ومشرف للجيش من المسرح السياسى وتسليم السلطة لنخبة مدنية منتخبة مع احتفاظ الجيش ببعض الخصوصية في أموره الأمنية والدفاعية بما لا يتعدى الدستور نظير عدم تدخله في السياسة.

## روابط خارجية
- http://www.elwatannews.com/news/details/175999

http://www.abolfotoh.net/articles/political-opinion/item/1889-%D8%A7%D9%84%D8%AC%D9%8A%D8%B4-%D9%81%D9%8A-%D8%A7%D9%84%D8%AC%D8%AF%D9%84-%D8%A7%D9%84%D8%AF%D8%B3%D8%AA%D9%88%D8%B1%D9%8A-%D8%A7%D9%84%D9%85%D8%B5%D8%B1%D9%8A-%D8%A8%D8%B4%D9%8A%D8%B1-%D8%B9%D8%A8%D8%AF-%D8%A7%D9%84%D9%81%D8%AA%D8%A7%D8%AD.html
http://www.almasryalyoum.com/node/1729316
```
http://www.elwatannews.com/editor/241
```